# Кломнице (гмина)
Кломнице (пол. Kłomnice)—сельская гмина (волость) в Польше, входит как административная единица в Ченстоховский повет, Силезское воеводство. Население — 13 885 человек (на 2004 год).

## Соседние гмины
1. Гмина Гидле
2. Гмина Домброва-Зелёна
3. Гмина Крушина
4. Гмина Мстув
5. Гмина Мыканув
6. Гмина Рендзины